# Боббио, Норберто
Норбе́рто Бо́ббио (итал. Norberto Bobbio; 18 октября 1909, Турин — 9 января 2004, Турин) — итальянский философ, историк, политолог, один из крупнейших итальянских интеллектуалов XX в. Представитель течения либерального социализма, восходящего к Карло Росселли.

## Биография
Родился в семье врача. С детства увлекался музыкой и литературой. Учился в классическом лицее, где подружился с Леоном Гинзбургом и Чезаре Павезе (впоследствии преподавал в нём, среди его учеников был Примо Леви). В 1928 стал членом фашистской партии. Окончил юридический факультет, продолжил учёбу в Марбурге, где познакомился с идеями феноменологии и экзистенциализма. В 1933 защитил диссертацию по философии Гуссерля. В 1934 опубликовал свою первую книгу — монографию о феноменологическом подходе в философии права и социальной философии. С 1935 преподавал философию права в университете Камерино, затем в университетах Сиены и Падуи. В середине 1930-х примкнул к антифашистскому движению, вошел в группу «Справедливость и свобода», был арестован. Тем не менее, в 1939 принял присягу верности фашизму, чтобы занять кафедру в Сиенском университете.
В 1942 стал членом антифашистской Партии действия, бывшей политической преемницей «Справедливости и свободы» и придерживавшейся концепции либерального социализма, сформулированной Карло Росселли. В декабре 1943 был арестован в Падуе, три месяца провел в тюрьме.
В 1948 году возглавил кафедру философии права в Туринском университете. С начала 1960-х стал заниматься политологией, в начале 1970-х выступил одним из основателей в том же университете факультета политических наук. Был соиздателем (вместе с Никола Аббаньяно) журнала Философское обозрение.
В 1996 вошел в партию левых демократов. Выступал с резкой критикой Сильвио Берлускони и установленного им политического режима.
Согласно его воле, был похоронен в городке Ривальта Бормида (Пьемонт).

## Философские и политические взгляды
В философии права и политической философии развивал идеи Ганса Кельзена, Бенедетто Кроче и Вильфредо Парето. Выступал сторонником диалога с марксизмом и итальянскими коммунистами.

## Избранные труды
- L’indirizzo fenomenologico nella filosofia sociale e giuridica (1934)
- La filosofia del decadentismo  (1945)
- Teoria della scienza giuridica (1950)
- Studi sulla teoria generale del diritto (1955)
- Politica e cultura (1955)
- Teoria della norma giuridica (1958)
- Teoria dell’ordinamento giuridico (1960)
- Il positivismo giuridico (1961)
- Locke e il diritto naturale (1963)
- Italia civile (1964)
- Da Hobbes a Marx (1965)
- Saggi sulla scienza politica in Italia (1969)
- Diritto e stato nel pensiero di Emanuele Kant (1969)
- Studi per una teoria generale del diritto (1970)
- Una filosofia militante (1971)
- Giusnaturalismo e positivismo giuridico (1972)
- Quale socialismo (1977)
- Dalla struttura alla funzione: nuovi studi di teoria del diritto (1977)
- I problemi della guerra e le vie della pace (1979)
- Studi hegeliani (1981)
- Il futuro della democrazia (1984)
- Il terzo assente (1988)
- L’età dei diritti (1989)
- Saggi su Gramsci (1990)
- Destra e sinistra (1994)
- De senectute (1996)
- Autobiografia  (1999)
- Teoria Generale della Politica (1999)
- Dialogo intorno alla repubblica (2001)
- Liberalismo e Democrazia (2006)
- Contro i nuovi dispotismi. Scritti sul berlusconismo (2008)

## Публикации на русском языке
- Правые и левые

## Признание
Почетный профессор Туринского университета (1979), университетов Болоньи, Парижа, Мадрида, Буэнос-Айреса, Шамбери. Пожизненный сенатор (1979). Член Академии деи Линчеи, член-корреспондент Британской академии (1965), иностранный член Афинской академии (1986). Премия Бальцана (1994), премия Аньелли (1995). Книги Боббио переведены на многие языки мира.